# Kylchap

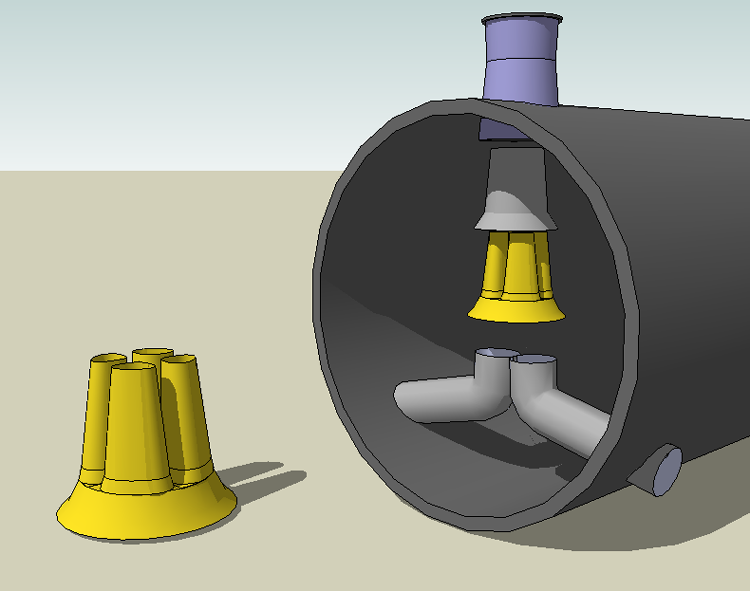
Aufbau des Kylchap-Blasrohres, Kleeblattdüse in Gelb dargestellt

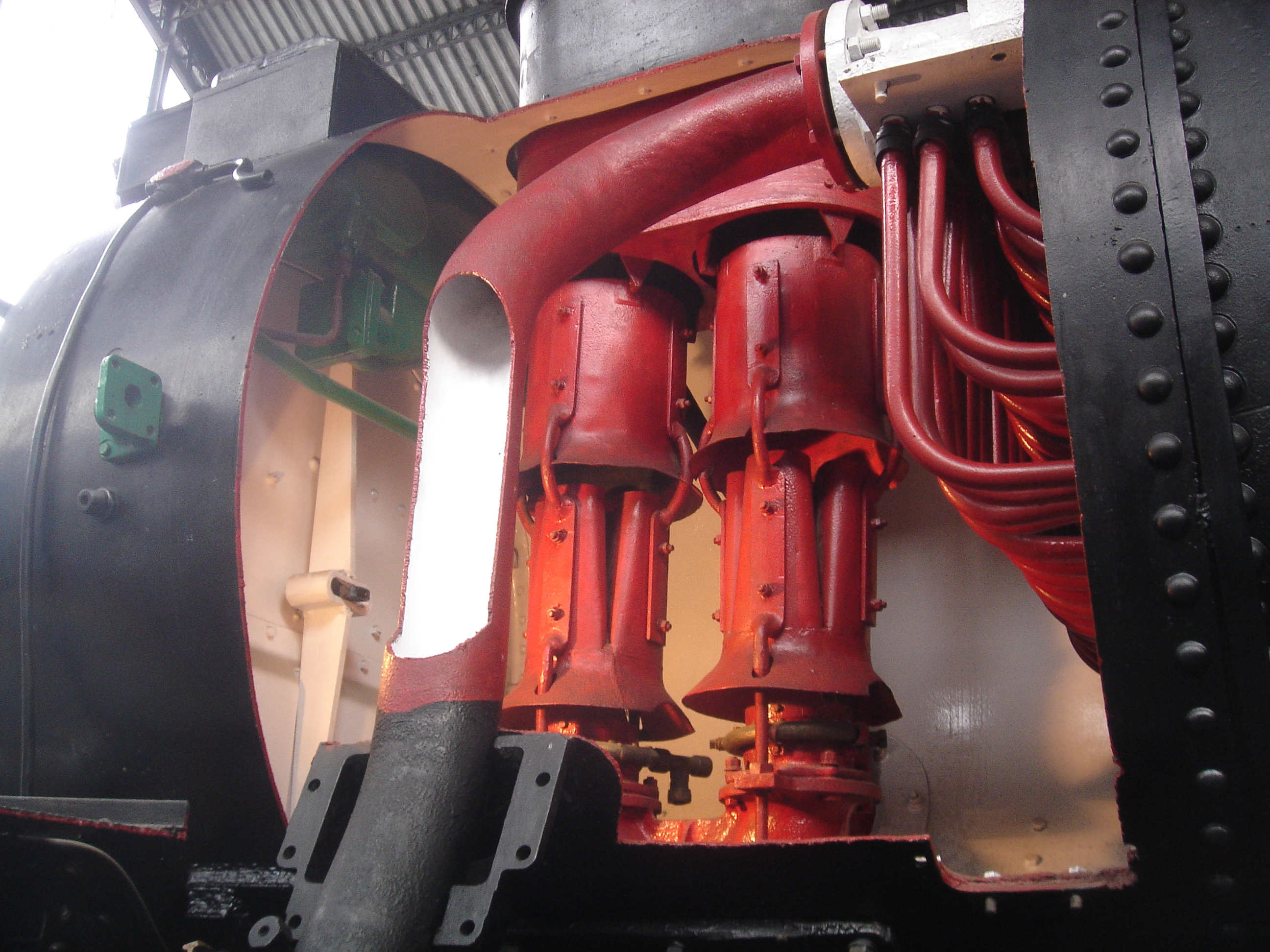
Aufgeschnittene Rauchkammer mit zwei Kylchap-Blasrohren der spanischen Dampflok Renfe 141F 2416 im Eisenbahnmuseum Delicias, Madrid

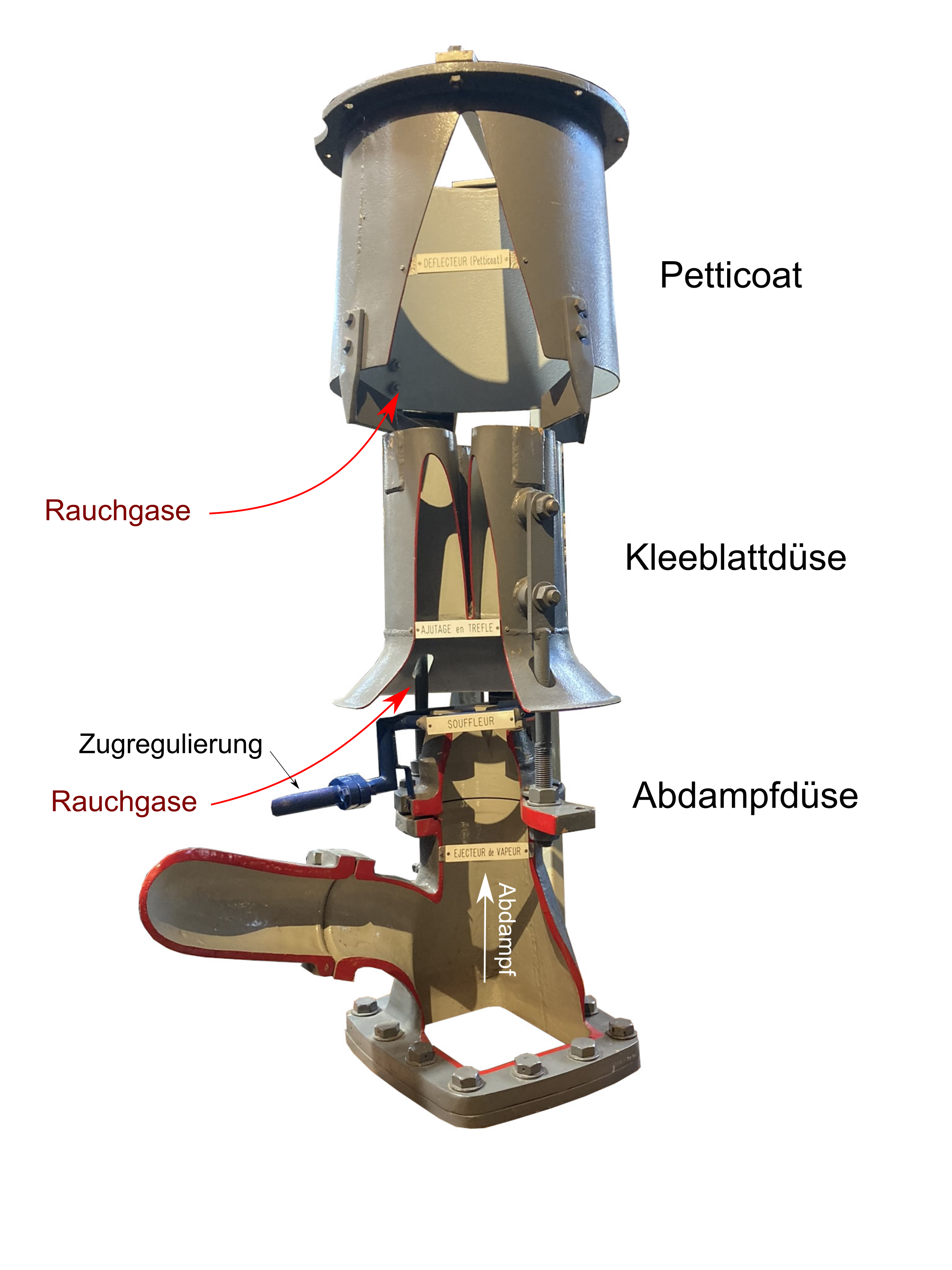
Aufgeschnittene Kylchap-Saugzuganlage in der Cité du train

Eine Kylchap-Saugzuganlage ist eine Weiterentwicklung des einfachen Blasrohres, eines Dampfstrahlgebläses als Saugzug von Dampflokomotiven. Der Name ist eine Kombination aus den Nachnamen der beiden Entwickler, des finnischen Ingenieurs Kyösti Kylälä und des Franzosen André Chapelon.

## Technik
Die Kylchap-Saugzuganlage besteht aus einer Kombination von parallel und in Reihe geschalteten Strahlgebläsestufen, die die Saugzugleistung erheblich verbessern und gleichzeitig den Gegendruck für den Zylinderabdampf verringern. Aus der Dampfdüse der ersten Stufe trifft der Treibdampf auf die von Kylälä entwickelte Fangdüse, die aus vier parallel geschalteten Dreiecksdüsen besteht. Wegen ihres Querschnitts wird sie Kleeblattdüse genannt. Von hier aus gelangt das Dampf-Abgas-Gemisch in eine zweite Fangdüse, den sogenannten Petticoat, der weitere Abgase ansaugt, bevor der Dampfstrahl in den Schornstein ausgestoßen wird. Gegenüber einem einfachen Blasrohr hat diese Anordnung den Vorteil, dass die Rauchgase in unterschiedlichen Höhen angesaugt werden, so dass sich der Zug gleichmäßiger über das Rohrbündel im Kessel verteilt.
Eine strömungstechnisch richtig ausgelegte und dimensionierte Kylchap-Doppelsaugzuganlage mit zwei Schornsteinen führte zu einer deutlichen Leistungssteigerung des Kessels mit erheblichen Einsparungen an Wasser und Kohle. Geringe Druckschwankungen und ein gleichmäßiger Saugzug sorgten für einen kontinuierlichen Verbrennungsablauf. Die größere Entspannung im Dampfzylinder durch den geringeren Gegendruck der Saugzuganlage führte zu einer Erhöhung der Zylinderleistung um bis zu 150 PS pro Zylinder. In Verbindung mit einem Stoker und einem Hulson-Schüttelrost konnte Chapelon die Lokomotiven weiter optimieren.

## Geschichte
Kyläläs Düse war ursprünglich nur dazu gedacht, den Funkenflug zu reduzieren und eine gleichmäßigere Ansaugung zu erzielen. Es war Chapelon, der erkannte, dass die Düse in der mehrstufigen Anordnung den Saugzug effizienter machen würde.
Chapelon arbeitete ab 1925 in der Forschungs- und Entwicklungsabteilung der französischen Bahngesellschaft Compagnie du chemin de fer de Paris à Orléans (P.O.). Dort gelang es ihm, durch Umbauten die Leistung von Dampflokomotiven deutlich zu erhöhen. Dies erreichte er zunächst 1929 mit der Lok 3566 der „Pacific“-Baureihe 3500; die herausragenden Leistungen dieses Prototyps bewogen die Compagnie des chemins de fer du Nord (NORD), 22 derart umgebaute Pacifics zu erwerben und weitere 25 gleichartige Loks neu bauen zu lassen. Die NORD 3.1174 stellte 1935 den Geschwindigkeitsrekord aller französischen Dampflokomotiven auf. Als leistungsfähigste je gebaute Dampflokomotive Europas gilt die zwischen 1943 und 1946 von Chapelon durch Umbau aus der ETAT 241-101 geschaffene 242 A 1 der SNCF – bei der Auslieferung erbrachte sie mehr als 4000 PS Zughakenleistung. Nicht zuletzt aufgrund des Umstands, dass bei der SNCF 623 Loks der Baureihe 141 R mit Kylchap-Saugzuganlagen liefen, war Chapelons Erfindung in Frankreich weit verbreitet.
Der Kylchap kam bei vielen britischen Lokomotiven, darunter so berühmten wie den Klassen A1 nach Entwurf von Peppercorn und A3 sowie der Weltrekordlokomotive Mallard der London and North Eastern Railway (LNER) zum Einsatz. Auch die tschechoslowakische ČSD benutzte den Kylchap in vielen ihrer Baureihen: u. a. 387.0, 475.1, 477.0, 486.0, 498.0, 498.1 und 556.0.
Bei der Deutschen Bundesbahn (DB) wurden an den Neubaulokomotiven 23 024 und 025 Kylchap-Saugzuganlagen erprobt. Die beiden Maschinen der 1957 entstandenen Baureihe 10 der DB wurden aber nicht damit ausgestattet.

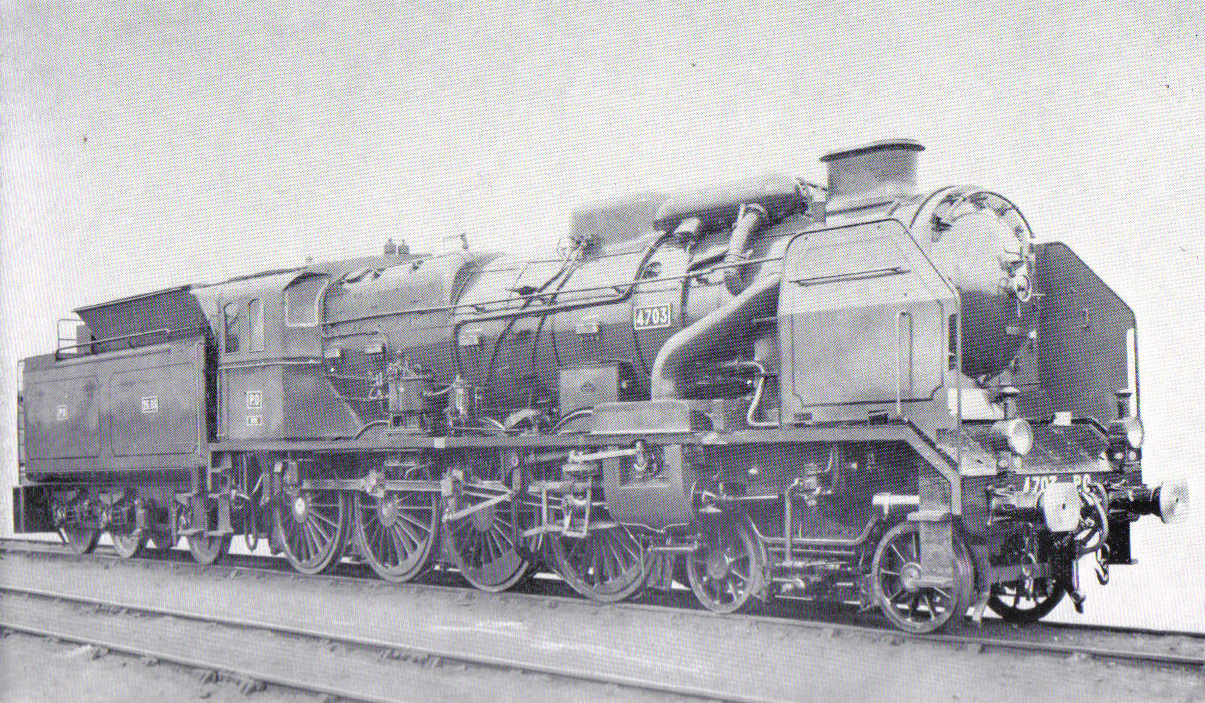
Nach André Chapelons Vorgaben aus einer 4500 (Achsfolge 2’C1’ Pacific) umgebaute 4703 der P.O. mit Kylchap-Saugzuganlage
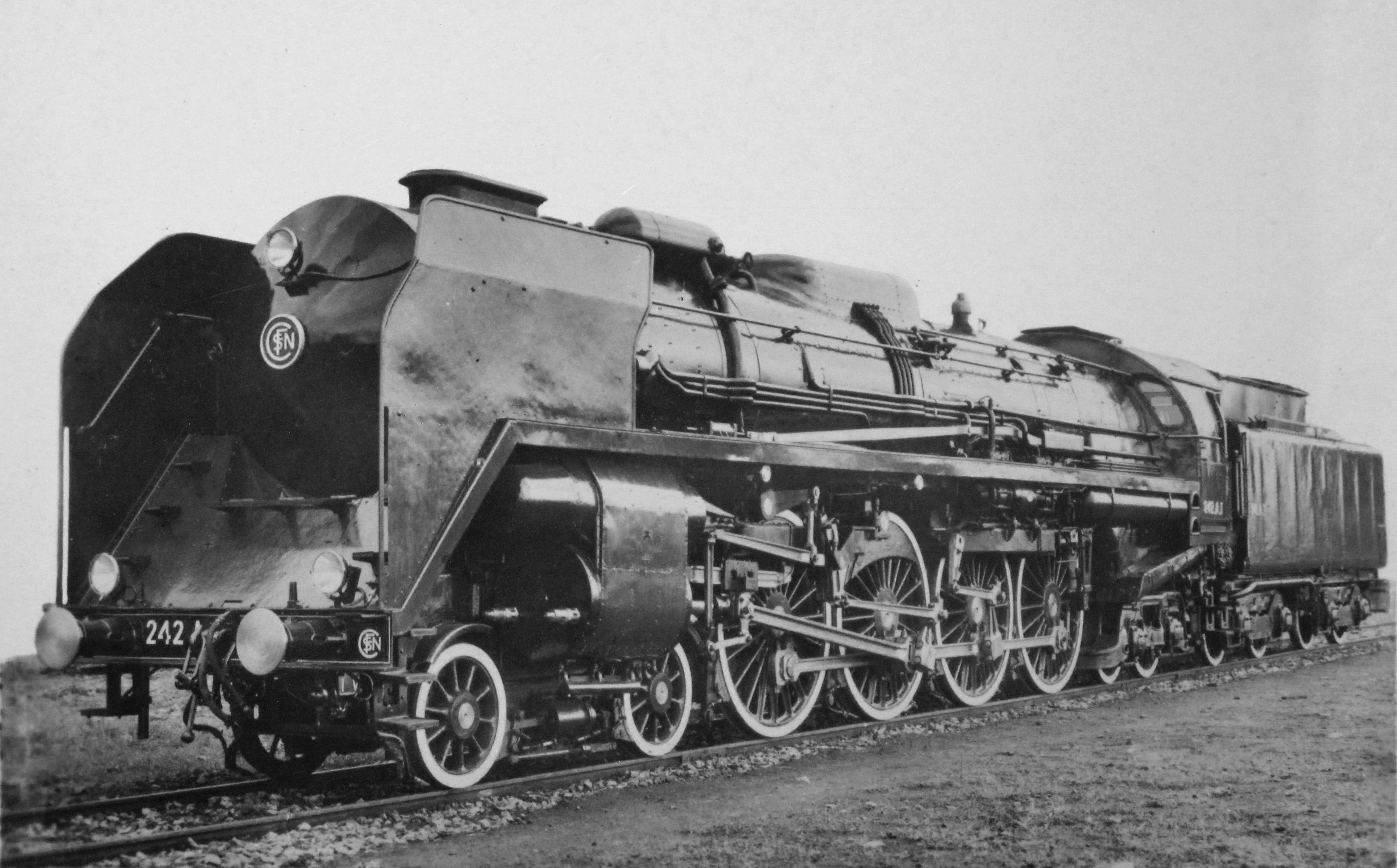
Die 242 A 1 der SNCF gilt als leistungsfähigste je gebaute Dampflokomotive Europas